# Thomas Simpson (explorateur)
Ne doit pas être confondu avec Thomas Simpson.
Thomas Simpson (Dingwall, 2 juillet 1808-14 juin 1840) est un explorateur écossais.

## Biographie
Issu d'une famille pauvre, il fait d'excellentes études à l'université d’Édimbourg et obtient le soutien de son oncle, George Simpson, un des directeurs de la Compagnie de la baie d'Hudson, qui le fait engager par celle-ci. E 1828, il découvre la source de la rivière de la Paix. 
En 1836, il prend part à l'expédition de Peter Warren Dease dont le but est de compléter les travaux de John Franklin sur les côtes nord de l'Amérique, c'est-à-dire la parcourir des îles Return à Point Barrow en Alaska puis entre Turnagain Point et le détroit de Fury et Hecla au Canada. 
Les deux hommes ont pour base le Fort Garry sur la rivière Red au Winnipeg. Le 9 juillet 1837, ils atteignent l'embouchure du Mackenzie. Ils continuent alors à l'ouest et sont arrêtés par les glaces au cap Simpson. Dease décide du retour mais Simpson insiste pour continuer vers l'est et obtient cinq hommes pour poursuivre. Dans de mauvaises conditions météorologiques, il rencontre des Inuits qui avec leur kayaks lui apportent de l'aide et atteint la pointe Barrox le 4 août. 
L'expédition Dease et Simpson a permis la découverte des îles Jones, de la rivière Colville, de la baie Smith, du cap Simpson et du détroit de Dease. 
Simpson rejoint Dease sur la grande rivière de l'Ours à Fort Confidence (en) où ils hivernent. Au printemps 1838, ils décident de repartir avec deux chaloupes, les Castor et Pollux. Ils rejoignent la rivière du Cuivre mais les glaces les retiennent à la pointe Turnagain. Simpson part alors en exploration avec un petit groupe mais est arrêté au cap Alexander d'où il aperçoit la Terre Victoria. Il découvre aussi la rivière Beaufort.
Après leur retour à Fort Confidence, Dease et Simpson redescendent la rivière Coppermine et se lancent dans leur troisième expédition vers l'est. Ils explorent la rivière Richardson où ils rencontrent un groupe d'Inuits puis par le golfe du Couronnement, passent le détroit de Dease, traversent le golfe de la Reine-Maud, découvrent Chantrey Inlet et le détroit de Simpson et atteignent l'île Montréal dans l'estuaire de la rivière Back où ils trouvent une cache laissée par George Back. En vue du détroit de Rae, ils parviennent à la rivière Castor et Pollux où ils font demi-tour. Ils explorent encore les côtes sud des îles du Roi-Guillaume et de Victoria et commettent une erreur en pensant que la péninsule Boothia est une île, qu'elle est traversée par un détroit menant au golfe de Boothia et que l'île du Roi-Guillaume est connectée avec Boothia, ce qui provoquera le désastre de l'expédition Franklin en 1842. 
A son retour, Simpson projette d'organiser une quatrième expédition, sans Dease et part plaider sa cause en Angleterre. Lors du passage dans le Dakota, il se querelle avec des métis, il est tué d'un coup de fusil dans des circonstances restées inexpliquées. L'affaire est étouffée et les autorités la classent en suicide. Simpson ne saura jamais qu'il venait de gagner la médaille d'or de la Royal Geographical Society ainsi qu'une pension de 100 livres.

## Publication
- Narrative of the Discoveries of the Norty Coast of America Effected by the Officers of the Hudson Bay during the Years 1836-1839, Richard Bentley, Londres, 1843